# 알리 카리미 (1994년)
알리 카리미(페르시아어: علی کریمی, Ali Karimi, 1994년 2월 11일 ~ )는 이란의 축구 선수이다. 포지션은 중앙 미드필더로, 쉬페르리그의 카이세리스포르에서 활약하고 있다.